# Cieszanów (gemeente)
De gemeente Cieszanów is een stad- en landgemeente in het Poolse woiwodschap Subkarpaten, in powiat Lubaczowski.
De zetel van de gemeente is in Cieszanów.
Op 30 juni 2004 telde de gemeente 7260 inwoners.

## Oppervlakte gegevens
In 2002 bedroeg de totale oppervlakte van gemeente Cieszanów 219,35 km², waarvan:
- agrarisch gebied: 55%
- bossen: 38%

De gemeente beslaat 16,77% van de totale oppervlakte van de powiat.

## Demografie
Stand op 30 juni 2004:
| Omschrijving                   | Totaal | Totaal | Vrouwen | Vrouwen | Mannen | Mannen |
| ------------------------------ | ------ | ------ | ------- | ------- | ------ | ------ |
| eenheid                        | aantal | %      | aantal  | %       | aantal | %      |
| inwoners                       | 7260   | 100    | 3604    | 49,6    | 3656   | 50,4   |
| bevolkingsdichtheid (inw./km²) | 33,1   | 33,1   | 16,4    | 16,4    | 16,7   | 16,7   |

In 2002 bedroeg het gemiddelde inkomen per inwoner 1451,2 zł.

## Plaatsen
De gemeente omvat de stad Cieszanów en de dorpen Chotylub, Dąbrówka, Dachnów, Folwarki, Gorajec, Kowalówka, Niemstów, Nowe Sioło, Nowy Lubliniec, Stary Lubliniec, Żuków.